# Liste de terroristes déchus de la nationalité belge depuis 1945
 (août 2025).
Cette liste présente des terroristes, condamnés par la justice belge pour des faits relevant d'actes de terrorisme en droit pénal belge, ayant été déchus de la nationalité belge à la suite de cette infraction.
La déchéance de nationalité est prévue par l'article 23 du Code de la nationalité belge de 1984 actuellement en vigueur (avec modifications), cet article a été modifié par les lois du 27 décembre 2006, du 4 décembre 2012, du 31 décembre 2012, du 25 avril 2014 et du 20 juillet 2015.

## Liste
| Nom                                       | Date de naissance | Lieu de naissance             | Autre(s) nationalité(s) | Date de naturalisation | Actes de terrorisme                                                                                                 | Condamnation pénale                                                                                                   | Exécution portant déchéance de la nationalité française | Expulsion éventuelle |
| ----------------------------------------- | ----------------- | ----------------------------- | ----------------------- | ---------------------- | --- | --- | ------------------------------------------------------- | -------------------- |
| Tarek Maaroufi                            | 23 novembre 1965  | Ghardimaou ( Tunisie)         | Tunisie                 | 1993                   | Association de malfaiteurs en relation avec une entreprise terroriste. Membre du groupe Groupe combattant tunisien. | - 1995 : 3 ans de sursis - 2001 : 6 ans de prison                                                                     | 26 janvier 2009                                         | 24 mars 2012         |
| Mohamed R’ha                              | 1987              | Wilrijk ( Belgique)           | Maroc                   | 1999                   | Association de malfaiteurs en relation avec une entreprise terroriste.                                              | 2007 (au Maroc) : 10 ans de prison                                                                                    | 18 novembre 2010                                        |                      |
| Abdelkrim El-Haddouti                     |                   |                               | Maroc                   |                        | Association de malfaiteurs en relation avec une entreprise terroriste.                                              | | 2010                                                    |                      |
| Amor Sliti                                | 1959              | ( Algérie)                    | Tunisie                 |                        | Association de malfaiteurs en relation avec une entreprise terroriste.                                              | | décembre 2010                                           |                      |
| Malika El Aroud                           | 2 mars 1959       | Tanger ( Maroc)               | Maroc                   | 17 octobre 2000        | Association de malfaiteurs en relation avec une entreprise terroriste.                                              | - 21 juin 2007 (en Suisse) : 3 ans de sursis dont 6 mois ferme - 10 mai 2010 : 8 ans de prison et 5000 euros d'amende | 30 novembre 2017                                        |                      |
| Bilal Soughir                             | 1973              | ( Algérie)                    | Tunisie                 | 21 novembre 2001       | Association de malfaiteurs en relation avec une entreprise terroriste.                                              | 26 juin 2008 : 5 ans de prison                                                                                        | 30 novembre 2017                                        |                      |
| Enis Sulejmani                            | 1996              | ( Serbie)                     | Serbie                  | 2011                   | Association de malfaiteurs en relation avec une entreprise terroriste.                                              | 13 juin 2018 : 10 ans de prison et 30.000 euros d'amende                                                              | 13 juin 2018                                            |                      |
| Noureddine Hamecha                        | 1982              | ( Algérie)                    | Algérie                 |                        | Association de malfaiteurs en relation avec une entreprise terroriste.                                              | 8 janvier 2019 : 17 ans de prison                                                                                     | 29 juin 2018                                            |                      |
| Fouad Belkacem                            | 6 avril 1982      | Rumst ( Belgique)             | Maroc                   |                        | Association de malfaiteurs en relation avec une entreprise terroriste. Fondateur de Sharia4Belgium.                 | 11 février 2015 : 12 ans de prison                                                                                    | 23 octobre 2018                                         |                      |
| Yussuf E.G. dit "Abou Oussamah Baljiki"   |                   |                               |                         |                        | | | 12 novembre 2018                                        |                      |
| Abdellah E.H. dit "Abu-Usamah al-Baljiki" |                   |                               |                         |                        | | | 12 novembre 2018                                        |                      |
| Hicham M. dit "Abu Umar Al Baljiki"       |                   |                               |                         |                        | | | 12 novembre 2018                                        |                      |
| Soufiane M. dit "Abu-Zayd al-Baljiki"     |                   |                               |                         |                        | | | 12 novembre 2018                                        |                      |
| Hafsa M.                                  |                   |                               |                         |                        | | | 19 décembre 2019                                        |                      |
| Ilhame H.                                 |                   |                               |                         |                        | | | 19 décembre 2019                                        |                      |
| Nora M.                                   |                   |                               |                         |                        | | | 19 décembre 2019                                        |                      |
| Ali El Morabit                            |                   |                               | Maroc                   |                        | Association de malfaiteurs en relation avec une entreprise terroriste.                                              | 2015 : 5 ans de prison                                                                                                | 2 janvier 2020                                          |                      |
| Said El Morabit                           |                   |                               | Maroc                   |                        | Association de malfaiteurs en relation avec une entreprise terroriste.                                              | 2015 : 5 ans de prison                                                                                                | 2 janvier 2020                                          |                      |
| Azdine Tahiri                             |                   |                               | Maroc                   |                        | Association de malfaiteurs en relation avec une entreprise terroriste.                                              | 2015 : 6 ans de prison                                                                                                | 2 janvier 2020                                          |                      |
| Ilyass Boughalab                          |                   |                               | Maroc                   |                        | Association de malfaiteurs en relation avec une entreprise terroriste.                                              | 2015 : 5 ans de prison                                                                                                | 2 janvier 2020                                          |                      |
| Bilal Elhamdaoui                          |                   |                               | Maroc                   |                        | Association de malfaiteurs en relation avec une entreprise terroriste.                                              | 2015 : 10 ans de prison                                                                                               | 2 janvier 2020                                          |                      |
| Fouad Akrich                              |                   |                               | Maroc                   |                        | Association de malfaiteurs en relation avec une entreprise terroriste.                                              | 2015 : 5 ans de prison                                                                                                | 2 janvier 2020                                          |                      |
| Rahma B.                                  |                   |                               | Maroc                   |                        | Association de malfaiteurs en relation avec une entreprise terroriste.                                              | - juin 2019 : peine par défaut - 26 juin 2020 : 5 ans de prison et 8.000 euros d'amende                               | 26 juin 2020                                            |                      |
| Gelel Attar dit "Abou Ibrahim"            |                   | Castel San Giovanni ( Italie) | Maroc                   |                        | Association de malfaiteurs en relation avec une entreprise terroriste.                                              | 2015 : 5 ans de prison                                                                                                | 5 mars 2020                                             |                      |
| Mounir Benzidane                          | 12 octobre 1994   | ( Belgique)                   |                         |                        | | | 5 mars 2020                                             |                      |
| Hafid El-Bahri                            | 23 juillet 1974   | ( Belgique)                   |                         |                        | | 2011 : 5 ans | 5 mars 2020                                             |                      |
| Mohamed Saïd Haddad                       | 19 juillet 1986   | ( Belgique)                   |                         |                        | | | 5 mars 2020                                             |                      |
| Hassan-Seddik Chikri                      |                   | ( Belgique)                   |                         |                        | | | 5 mars 2020                                             |                      |
| Youssef Naijia                            | 13 février 1990   | ( Belgique)                   |                         |                        | | | 5 mars 2020                                             |                      |
| Yassine Lachiri                           |                   | ( Belgique)                   | Maroc                   |                        | Association de malfaiteurs en relation avec une entreprise terroriste.                                              | juillet 2015 : 20 ans de prison                                                                                       | 5 mars 2020                                             |                      |
| Sami Zarrouk dit "Abu Hudayfa Al-Tunisi"  | 13 septembre 1983 | ( Tunisie)                    | Tunisie                 |                        | Association de malfaiteurs en relation avec une entreprise terroriste.                                              | | 5 mars 2020                                             |                      |
| Aziz Hajoui                               | 1969              | ( Maroc)                      | Maroc                   | 2001                   | Association de malfaiteurs en relation avec une entreprise terroriste.                                              | 5 ans de prison |                                                         |                      |
| Monir Sbai                                |                   | ( Maroc)                      | Maroc                   |                        | Association de malfaiteurs en relation avec une entreprise terroriste.                                              | |                                                         |                      |
| Ahmed Daoudi                              |                   |                               |                         |                        | | |                                                         |                      |
| Abdellah Nouamane                         |                   |                               |                         |                        | | |                                                         |                      |
| Feisal Yamoun dit "Abou Faris"            | 1983              |                               |                         |                        | Association de malfaiteurs en relation avec une entreprise terroriste. L'un des dirigeants de Sharia4Belgium        | |                                                         |                      |
| Mohamed Mezroui                           | 1988              |                               |                         |                        | | |                                                         |                      |
| Abdelgabar Hamdaoui                       | 1978              |                               |                         |                        | | |                                                         |                      |
| Houdaifa Am-mi                            | 1993              |                               |                         |                        | | 5 ans de prison |                                                         |                      |
| Moustapha Oubahid                         | 1994              |                               |                         |                        | | |                                                         |                      |
| Ibrahim El Harchi                         | 1991              |                               |                         |                        | | |                                                         |                      |
| Fayssal Oussaih                           | 1991              |                               |                         |                        | | |                                                         |                      |
| Younes Bakkouy                            | 1994              |                               |                         |                        | | |                                                         |                      |
| Ismail Bakkouy                            | 1991              |                               |                         |                        | | |                                                         |                      |
| Besime Car                                |                   |                               | Turquie                 |                        | | |                                                         |                      |
| Noura Firoud                              |                   |                               |                         |                        | | - Février 2019 : 5 ans de prison                                                                                      |                                                         |                      |

## Statistiques

### Classement des bi-nationalités les plus représentées dans le processus de déchéance de nationalité
- : 16 déchéances
- : 4 déchéances
- : 1 déchéance
- : 1 déchéance
- : 1 déchéance